# Bromus dolichocarpus
Bromus dolichocarpus är en gräsart som beskrevs av Wagnon. Bromus dolichocarpus ingår i släktet lostor, och familjen gräs. Inga underarter finns listade i Catalogue of Life.